# Sminthopsis douglasi
El ratón marsupial de Douglas o Dunnart de Douglas (Sminthopsis douglasi) es una especie de marsupial dasiuromorfo de la familia Dasyuridae endémica de Australia.

## Características
Es de color marrón en la parte superior y blanco en la parte inferior. Tiene un tamaño corporal de 100-135 mm, con una cola de 60-105 mm, haciendo un tamaño total de 160-240 mm. Pesa 40-70 gramos. Los ejemplares sanos tienen una cola en forma de zanahoria, llena de reservas de grasa.

## Distribución y hábitat
La zona de distribución del ratón marsupial de Douglas se extiende en un territorio que abarca unos 8.000 km², en las praderas que rodean de Mitchell, entre Julia Creek y Richmond en Queensland, y posiblemente en la meseta de Mitchell de Australia Occidental. La acacia de Victoria (Acacia victoriae) pone en peligro su hábitat, ya que mata los pastizales nativos. Los cultivos y las especies animales importadas también destruyen su hábitat

## Costumbres y reproducción
Durante la estación seca, este ratón marsupial se esconde en las grietas que hay en el suelo; en la estación húmeda se esconde  bajo la vegetación. Este animal nocturno no bebe a menudo, ya que  toda el agua que necesita se encuentra en los alimentos. La gestación dura 12 días con un promedio de 8 crías en cada camada. Los machos son independientes a los 210 días y  las hembras a los 168 días. 